# Gladsaxe teater

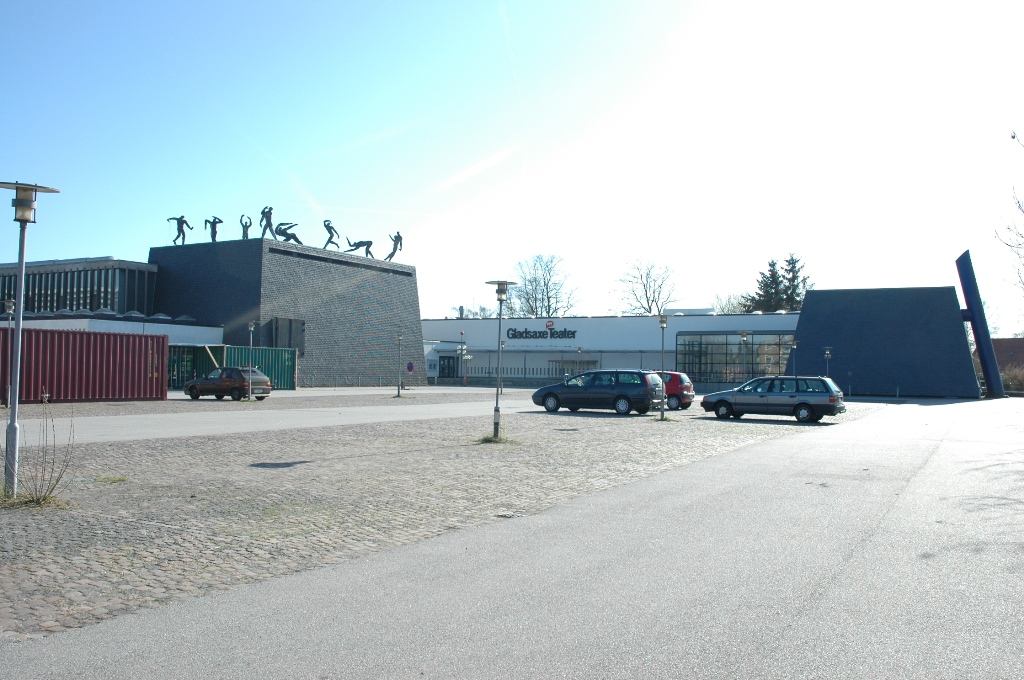
Gladsaxe teater

Gladsaxe teater är en teaterbyggnad och en tidigare professionell teaterverksamhet i anslutning till Gladsaxe gymnasium i Gladsaxe kommun i Danmark. Teatern gjorde sig sedan 1963 känd för sina nyskapande folkteaterexperiment och musikalproduktioner.

## Historik
Verksamheten startades under namnet Omegnsteatret på initiativ av Gladsaxe kommuns borgmästare Erhard Jakobsen som en pionjärverksamhet, den första förortsteatern i utkanten av Stor-Köpenhamn år 1962. Under ledning av skådespelaren Paul Schleisner och med en grupp unga teatermänniskor invigdes teatern i aulan till Stengårdsskolan den 20 januari 1963 med Friedrich Dürrenmatts komedi Romulus den Store. Året därpå flyttade verksamheten till större lokaler vid Gladsaxe gymnasium och fick namnet Gladsaxe teater med plats för drygt 700 åskådare, invigd i oktober 1964 med Sandy Wilsons musikal Boy Friend som första produktion i mars 1965. Från år 1970 anslöts teatern till de teatrar som delfinansierades av Köpenhamns amt för att minska kostnaden för Gladsaxe kommun.

### Totalteater och musikaler
Teatern har genom åren gjort sig känd bland annat för sina tidiga "totalteaterföreställningar" – till exempel Kaspar Rostrups produktioner av Ludvig Holbergs Niels Klims underjordiska resa (1973), Goethes Faust (1978) och Kristihimmelfartsfesten (1983) – och musikaluppsättningar. Man har introducerat ett flertal verk med uppmärksammade danmarkspremiärer, såsom musikalen Hair (1969) med bland andra Örjan Ramberg i rollistan. 1969 spelades Bengt Bratts och Kent Anderssons Hemmet. Från 1983 gjorde man om lokalen till en mer flexibel arenateater-liknande lösning för sin experimentella "totalteaterform" med samtidens sydeuropeiska experimentteater som inspirationskälla.
Under Flemming Enevolds ledning inleddes 1992 en satsning på musikaler, ofta i samverkan med danska tonsättare, framför allt Sebastian med Cyrano (1993), Alladin (1995) och Hans Christian Andersen (1996), Philip Zandéns uppsättning av Jonathan Larsons Rent (2000) med Nina Pressing som Mimi, De tre musketörerna (2001) och Cabaret (2003) med Peter Jöback som Konferenciern. Säsongen 1998-99 spelades Shakespeares En midsommarnattsdröm, Macbeth och Så tuktas en argbigga. 
1986 tillkom kören Gladsaxe Teaters Folkekor. 1997-98 gjordes ombyggnader och 2000 öppnades den mindre studioscenen Væksthuset med produktionen Dinas bok och en skolverksamhet utvecklades för teaterelever. Studioscenen med 90 platser kallades från 2002 "Das Beckværk" efter dess dåvarande konstnärlige ledare Claus Beck-Nielsen. Teatern gjorde även friluftsproduktioner i Dyrehaven.

### Gladsaxe Ny Teater
På grund av allt större budgetunderskott, emellanåt vikande publikbeläggning och större renoveringsbehov drog Köpenhamns amt 2006 in stödet, varför teatern tvangs stänga. Med hjälp av ökade bidrag bland annat från kommunen lyckades man dock återöppna under namnet Gladsaxe Ny Teater under ledning av Kaspar Rostrup med hans uppsättning av Shakespeares Hamlet i januari 2007. De ekonomiska problemen fortsatte dock och i januari 2009 måste man ställa in betalningarna, varpå Rostrup avgick. Den 1 juni 2010 stängde så teaterns fasta verksamhet för gott. Därefter har Gladsaxe gymnasium övertagit byggnaden för sina teaterprogram med årliga scenproduktioner av eleverna. Emellanåt sker professionella gästproduktioner på teatern, bland annat återkommande med gruppen Mungo Park sedan hösten 2013.

## Teaterverksamhetens chefer
- 1963–1964: Paul Schleisner
- 1964–1967: Bent Mejding
- 1967–1971: Preben Harris
- 1971–1972: Knud Poulsen
- 1972–1984: Christoffer Bro
- 1984–1992: Kaspar Rostrup
- 1992–2006: Flemming Enevold
- 2007–2010: Kaspar Rostrup